# Bonagracja z Bergamo
Bonagracja z Bergamo (ur. ok. 1265, zm. 19 czerwca 1340 w Monachium w Bawarii) – włoski franciszkanin, jeden z czołowych przedstawicieli tzw. spirituali (wł. duchowi) w ruchu franciszkańskim.
Zanim wstąpił do zakonu braci mniejszych, założonego przez Biedaczynę z Asyżu, Bonagracja był wybitnym prawnikiem. Jako zakonnik reprezentował minorytów w urzędach Kurii Rzymskiej.
Przypisuje mu się autorstwo Appellatio magna monacensis, manifestu powstałego w środowisku skupionym wokół generała franciszkanów Michała z Ceseny.